# Allium straussii
Allium straussii — вид рослин з родини амарилісових (Amaryllidaceae); ендемік Ірану.

## Опис
Має дуже коротку стеблину, два до 5 см шириною листка, багатоквітковий зонтик, білі листочки оцвітини.

## Поширення
Ендемік північно-західного Ірану.